# Anthodiscus fragrans
Anthodiscus fragrans är en tvåhjärtbladig växtart som beskrevs av Hermann Sleumer. Anthodiscus fragrans ingår i släktet Anthodiscus och familjen Caryocaraceae.
Artens utbredningsområde är Ecuador. Inga underarter finns listade i Catalogue of Life.